# Унбитрий
| 123              | Унбитрий |
| Ubt—             |          |
| [Og]6f17d18s28p1 |          |

Унбитрий (лат. Unbitrium, Ubt) — временное систематическое название гипотетического химического элемента в группе трансурановых g-элементов-суперактиноидов в расширенном виде Периодической системы Д. И. Менделеева с временным обозначением Ubt, атомным номером 123 и расчётными массами изотопов в диапазоне 297—307.
Пока существование данного химического элемента не подтверждено, его синтез исследовательскими группами не предпринимался, и IUPAC не определил таковому окончательное название. Элемент 123 представляет интерес, потому что он является частью гипотетического острова стабильности, хотя вряд ли будет обнаружен в природе.
Расчёты в 2016 и 2017 годах периодов полураспада изотопов для унбитрия показывают, что цепочки альфа-распада от его нуклидов идут через унбиуний и ведут к борию или нихонию; в частности, 304Ubt может быть синтезирован по реакции 249Bk (58Fe,3n)304Ubt с альфа-распадом через 300Ubu, 296Uue и 292Ts до известных 288Mc и 284Nh, хотя результат на выходе, вероятно, будет чрезвычайно низким.